# Тверской уезд
Тверско́й уе́зд — административно-территориальная единица Тверской губернии в составе Российской империи и РСФСР. Уездный город — Тверь.

## География
Уезд был расположен на юге Тверской губернии, граничил со Старицким, Новоторжским, Бежецким, Корчевским уездами и на юго-востоке с Московской губернией (Клинский уезд). Площадь уезда составляла 3 505,1 кв. вёрст, в 1926 году — 7092 км².

### Современное положение
В настоящее время территория уезда (в границах на 1917 год) входит в состав Калининского, Лихославльского, Рамешковского и Конаковского районов Тверской области.

## История

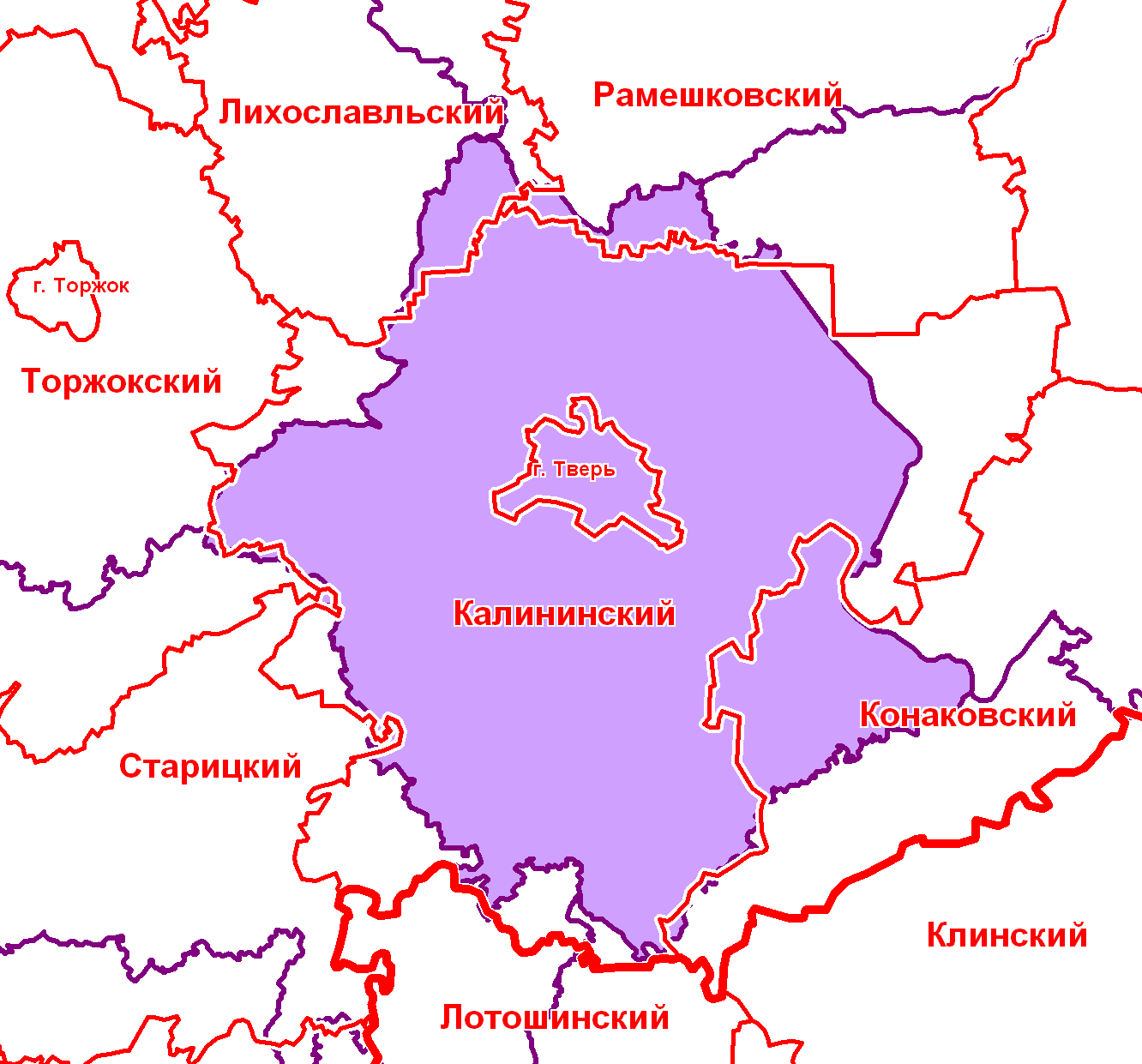
Тверской уезд в современной сетке районов

Как административная единица Русского государства Тверской уезд известен с XVI века. В 1710—1727 годах был частью Тверской провинции Санкт-Петербургской губернии, в 1727—1775 годах — Новгородской губернии. С 1775 года уезд в составе Тверского наместничества, в 1781 году часть земель Тверского уезда отошла в Корчевской уезд. С 1796 года Тверской уезд в составе Тверской губернии, с 1803 года, после восстановления Корчевского уезда (упраздненного в 1796), и до 1924 года его границы не изменялись. В марте 1924 года к Тверскому уезду отошла часть территории упраздненного Старицкого уезда. В 1929 году Тверская губерния упразднена, территория Тверского уезда вошла в состав Тверского округа Московской области. Из небольшой части уезда — Тверской волости и прилегающих сельсоветов соседних волостей (Кушалинской, Медновской, Первитинской, Ильинской, Быковской, Городенской и Горицкой) был образован Тверской район Московской области.
В конце 1905 года в д. Новинки возник первый в России волостной Совет крестьянских депутатов.
В 1929 году Тверской уезд был упразднён, его территория вошла в состав Тверского округа Московской области.

## Население
Население в 1863 г. — 105,6 тыс. чел. (без Твери), в 1897 г. — 168 686 чел., в 1913 г. — 201,9 тыс. чел., в 1926 г. — 371 916 чел. Коренное население уезда — русское и православное. Населенных мест — 990, в том числе 1 город, 631 крестьянское селение и 358 других поселков (погостов, усадеб и проч.).

## Населённые пункты
Крупнейшие населённые пункты по переписи 1897 года (чел.):
- г. Тверь — 53 544;
- тк.фаб. Переволока — 1812;
- с. Кушалино — 1154;
- с. Городня — 1000;
- с. Васильевское — 993;
- д. Бурашево — 986;
- с. Орудово — 830;
- с. Бели Архиерейские — 771;
- с. Старый Погост — 723.

## Экономика
Главное занятие жителей — земледелие, распространены промыслы (гвоздильный, бондарный и др.), до середины XIX века многие жители занимались извозом.

## Административное деление
До губернской реформы 1775—1782 гг. делился на станы:
- Шоски (Шостки) и Кави
- Захожский
- Воловицкий — пог. Воловичи
- Микулинский — с. Микулино-Городище
- Шеский и Кушальский — с. Беле-Кушальское
- Суземский

В 1890 году в состав уезда входило 15 волостей:
| № п/п | Волость         | Волостное правление   | Число селений | Население |
| ----- | --------------- | --------------------- | ------------- | --------- |
| 1     | Арининская      | д. Арининское         | 51            | 7210      |
| 2     | Быковская       | д. Быково             | 99            | 13070     |
| 3     | Беле-Кушальская | с. Беле-Кушальское    | 49            | 5855      |
| 4     | Васильевская    | с. Михайловское       | 67            | 8775      |
| 5     | Воскресенская   | с. Максимовское       | 57            | 9010      |
| 6     | Городенская     | с. Городня            | 49            | 10439     |
| 7     | Ильинская       | д. Ильинское          | 72            | 8914      |
| 8     | Каблуковская    | с. Каблуково          | 27            | 5949      |
| 9     | Кумординская    | д. Кумордино          | 44            | 7400      |
| 10    | Логиновская     | д. Логиново           | 20            | 6590      |
| 11    | Никулинская     | д. Желтиковая слобода | 74            | 7980      |
| 12    | Новинская       | с. Новинки            | 50            | 7105      |
| 13    | Первитинская    | д. Заболотье          | 66            | 8450      |
| 14    | Тургиновская    | д. Тургиново          | 36            | 10310     |
| 15    | Щербининская    | с. Щербинино          | 76            | 9450      |

В полицейском отношении уезд был разделён на два стана:
- 1-й стан, становая квартира г. Тверь.
- 2-й стан, становая квартира с. Тургиново.

В 1917 году в уезде было 18 волостей (добавились Белеархирейская, Брянцевская и Редкинская).
В 1918 году уезд увеличился за счёт присоединения Застолбской, Никольской и Селищенской волостей Бежецкого уезда и Погорельцевской волостей Корчевского уезда (утверждение НКВД произошло в 1920 году). Были образованы Первомайская, Кушалинская и Покровско-Сушковская волости (протокол заседания Тверского губисполкома от 25 марта 1918 года и постановление НКВД от 28 октября 1918 года).
В декабре 1918 года в составе уезда было 25 волостей: Арининская, Белекушальская, Белеархиерейская, Брянцевская, Быковская, Васильевская, Воскресенская, Городенская, Застолбская, Ильинская, Каблуковская, Кумординская, Кушалинская, Логиновская, Николо-Городищенская, Никольская, Никулинская, Новинская, Первитинская, Первомайская, Покровско-Сушковская, Редкинская, Селищенская, Тургиновская, Щербинская.
В июле 1920 года часть Николо-Городищенской волости была включена в Тургиновскую.
2 марта 1922 года постановлением НКВД Микшинская волость вошла в состав Тверского уезда из Бежецкого уезда.
Постановлением Тверского губисполкома от 30 мая 1922 года были ликвидированы с отнесением к другим волостям: Арининская, Белеархиерейская, Застолбская, Логиновская, Николо-Городищенская, Никольская, Новинская, Первомайская, Покровско-Сушковская волости.
Были укрупнены: Белекушалинская, Брянцевская, Быковская, Воскресенская, Городенская, Ильинская, Кумординская, Кушалинская, Микшинская, Селищенская, Тургиновская и Щербининская волости. В том числе:
— Быковская за счёт Белеархиерейской волости Тверского уезда и части Микулинской волости Старицкого уезда;
— Тургиновская волость за счёт Николо-Городищенской, части Логиновской волостей Тверского уезда и части Никулинской волости Старицкого уезда;
— Микшинская волость — за счёт Залазинской волости Бежецкого уезда.
— Селищенская волость за счёт Замытской волости Бежецкого уезда.
Были вновь образованы в составе Тверского уезда:
— Медновская волость — из Медновской волости Новоторжского уезда, части Новинской и части Кумординской волостей Тверского уезда;
— Замытская волость — из части Замытской волости Бежецкого уезда, Никольской волости Тверского уезда, части Микшинской и части Змиёвской волостей Бежецкого уезда;
— Ильгощинская волость — из Ильгощинской, Алешинской, волостей Бежецкого уезда и Погорельцевской волости Корчевского уезда.
В 1922 году в уезде было 20 волостей: Белекушальская, Брянцевская, Быковская, Васильевская, Воскресенская, Городенская, Замытская, Ильгощенская, Ильинская, Каблуковская, Кумординская, Кушалинская, Медновская, Микшинская, Никулинская, Первитинская, Селищенская, Толмачёвская, Тургиновская, Щербининская.
Постановлением президиума ВЦИК от 3 марта 1924 года из Старицкого уезда в состав Тверского были переданы: Базыкинская, Емельяновская, Микулинская, Тредубская и Федосовская волости.
Постановлением президиума ВЦИК от 20 марта 1924 года в состав Городенской волости была передана часть Юрьево-Девичьей волости Кимрского уезда.
Постановлением Тверского губисполкома от 28 марта 1924 года были ликвидированы: Базыкинская, Белекушальская, Брянцевская, Васильевская, Воскресенская, Замытская, Каблуковская, Кумординская, Микшинская, Толмачёвская, Тургиновская, Щербининская, Федосовская, Юрьево-Девичья волости.
Были вновь образованы: Тверская и Залазинская волости.
Были укрупнены: Микулинская, Селищенская, Кушалинская, Первитинская, Медновская, Городенская, Ильинская, Емельяновская волости за счёт внутриуездного изменения границ волостей, в том числе Медновская — за счёт Кумординской волости Тверского уезда и 1 селения Марьинской волости Новоторжского уезда, Быковская волость и Тредубская волость остались без изменений.
Постановлением президиума ВЦИК от 21 марта 1927 года были изменены центры Микулинской и Первитинской волостей.
Микулинская и Первитинская волости были укрупнены за счёт Степуринской волости Ржевского уезда. Тредубская волость была укрупнена за счёт Высоковской волости Новоторжского уезда. Медновская волость была укрупнена за счёт части Новоторжской волости Новоторжского уезда.
Постановлением Тверского губисполкома от 18 мая 1927 года часть Микулинской волости Тверского уезда была передана в состав Лотошинской волости Волоколамского уезда Московской губернии.
В 1928 году в составе уезда было 13 волостей: Быковская, Городенская, Емельяновская, Залазинская, Ильгощинская, Ильинская, Кушалинская, Медновская, Микулинская, Первитинская, Селищенская, Тверская, Тредубская.